# Still Corners
Still Corners é uma banda de dream pop formada em 2007, em Londres, tendo como integrantes o compositor Greg Hughes e a vocalista Tessa Murray. A banda lançou seu primeiro álbum, Creatures of an Hour, em 2011 através da gravadora Sub Pop.